# Poste frontière de Lao Cai
 (juillet 2025).
Le poste frontière international de Lao Cai est un poste frontière international situé dans le quartier de Lao Cai, province de Lao Cai, Vietnam,.
Le poste frontière international de Lao Cai est relié par le pont Ho (Ho Kieu) à travers la rivière frontalière Nam Thi au poste frontière international de Ha Khau (河口口岸), dans le district de Ha Khau. 

## Activité
Le poste frontière international de Lao Cai est l'élément central de la zone économique du poste frontière de Lao Cai, couvrant une vaste zone allant de la ville de Lao Cai au poste frontière de Muong Khuong  .
Il est aussi un point de passage important pour les touristes du fait de la présence de la gare de Lao Cai.

## Note
1. ↑  En thaï, « nam » signifie rivière. En sino-vietnamien, « kieu » signifie pont.